# Grande Prêmio da Itália de 2001
O Grande Prêmio da Itália de 2001 (formalmente LXXII Gran Premio Campari d'Italia) foi a 15ª etapa da temporada de 2001 da Fórmula 1. Disputada em 16 de setembro, a prova foi realizada no Autódromo Nacional de Monza.
Esta foi a primeira corrida de Fórmula 1 e o primeiro evento esportivo de renome mundial realizada após os Ataques de 11 de setembro. Em sinal de luto, a Ferrari correu com o carro sem nenhuma pintura de patrocinador, e com o nariz do carro pintado de preto-fosco.
Rubens Barrichello mostrou um bom ritmo no início da corrida e logo ficou evidente que ele estava em uma estratégia de duas paradas, enquanto as Williams-BMW de Ralf Schumacher e Juan Pablo Montoya pararam apenas uma vez. Michael Schumacher também fez duas paradas, mas ele não conseguiu brigar pela vitória, sendo ofuscado por Barrichello, que chegou em segundo lugar, a mais de 5 segundos atrás de Montoya, que comemorou sua primeira vitória na Fórmula 1. Ralf Schumacher foi o terceiro, e Michael Schumacher cruzou a linha de chegada em quarto.
Outro fato importante era de que Michael Schumacher tentou organizar um pacto que iria ver os pilotos tratarem a primeira volta como se estivesse acontecendo atrás do safety car. O plano falhou, pois Jacques Villeneuve e Flavio Briatore, chefe de equipe da Benetton, recusando-se a aceitar o pacto. Schumacher tinha se esforçado para evitar acidentes na largada, devido a uma combinação dos efeitos dos atentados ocorridos em 11 de setembro, a morte de um fiscal em um acidente no início do GP em 2000, e o violento acidente na etapa de Lausitz da CART, na qual o ex-piloto de Fórmula 1 Alessandro Zanardi ficou gravemente ferido, e posteriormente tendo as duas pernas amputadas. Em entrevistas de pré-corrida, vários pilotos declararam que era importante para garantir que a corrida passasse sem um incidente mais grave.

## Resumo
- Primeira vitória na carreira de Juan Pablo Montoya e de um piloto colombiano na Fórmula 1.
- Estreias de Tomáš Enge e Alex Yoong.
- Excluindo os abandonos, esta foi a única prova em que Michael Schumacher não terminou no pódio.

## Classificação
| Pos.                      | Nº | Piloto                | Equipe           | Tempo    | Diferença | Grid |
| ------------------------- | -- | --------------------- | ---------------- | -------- | --------- | ---- |
| 1                         | 6  | Juan Pablo Montoya    | Williams-BMW     | 1:22.216 |           | 1    |
| 2                         | 2  | Rubens Barrichello    | Ferrari          | 1:22.528 | + 0.312   | 2    |
| 3                         | 1  | Michael Schumacher    | Ferrari          | 1:22.624 | + 0.408   | 3    |
| 4                         | 5  | Ralf Schumacher       | Williams-BMW     | 1:22.841 | + 0.625   | 4    |
| 5                         | 11 | Jarno Trulli          | Jordan-Honda     | 1:23.126 | + 0.910   | 5    |
| 6                         | 4  | David Coulthard       | McLaren-Mercedes | 1:23.148 | + 0.932   | 6    |
| 7                         | 3  | Mika Häkkinen         | McLaren-Mercedes | 1:23.394 | + 1.178   | 7    |
| 8                         | 16 | Nick Heidfeld         | Sauber-Petronas  | 1:23.417 | + 1.201   | 8    |
| 9                         | 17 | Kimi Räikkönen        | Sauber-Petronas  | 1:23.595 | + 1.379   | 9    |
| 10                        | 19 | Pedro de La Rosa      | Jaguar-Cosworth  | 1:23.693 | + 1.477   | 10   |
| 11                        | 8  | Jenson Button         | Benetton-Renault | 1:23.892 | + 1.676   | 11   |
| 12                        | 22 | Heinz-Harald Frentzen | Prost-Acer       | 1:23.943 | + 1.727   | 12   |
| 13                        | 18 | Eddie Irvine          | Jaguar-Cosworth  | 1:24.031 | + 1.815   | 13   |
| 14                        | 7  | Giancarlo Fisichella  | Benetton-Renault | 1:24.090 | + 1.874   | 14   |
| 15                        | 10 | Jacques Villeneuve    | BAR-Honda        | 1:24.164 | + 1.948   | 15   |
| 16                        | 12 | Jean Alesi            | Jordan-Honda     | 1:24.198 | + 1.982   | 16   |
| 17                        | 9  | Olivier Panis         | BAR-Honda        | 1:24.677 | + 2.461   | 17   |
| 18                        | 15 | Enrique Bernoldi      | Arrows-Asiatech  | 1:25.444 | + 3.228   | 18   |
| 19                        | 14 | Jos Verstappen        | Arrows-Asiatech  | 1:25.511 | + 3.295   | 19   |
| 20                        | 23 | Tomáš Enge            | Prost-Acer       | 1:26.039 | + 3.823   | 20   |
| 21                        | 21 | Fernando Alonso       | Minardi-European | 1:26.218 | + 4.002   | 21   |
| 22                        | 20 | Alex Yoong            | Minardi-European | 1:27.463 | + 5.247   | 22   |
| Limite dos 107%: 1:27.971 |    |                       |                  |          |           |      |
| Fonte:                    |    |                       |                  |          |           |      |

## Corrida
| Pos.   | Nº | Piloto                | Equipe           | Voltas | Tempo               | Grid | Pontos |
| ------ | -- | --------------------- | ---------------- | ------ | ------------------- | ---- | ------ |
| 1      | 6  | Juan Pablo Montoya    | Williams-BMW     | 53     | 1:16:58.493         | 1    | 10     |
| 2      | 2  | Rubens Barrichello    | Ferrari          | 53     | + 5.175             | 2    | 6      |
| 3      | 5  | Ralf Schumacher       | Williams-BMW     | 53     | + 17.335            | 4    | 4      |
| 4      | 1  | Michael Schumacher    | Ferrari          | 53     | + 24.991            | 3    | 3      |
| 5      | 19 | Pedro de La Rosa      | Jaguar-Cosworth  | 53     | + 1:14.984          | 10   | 2      |
| 6      | 10 | Jacques Villeneuve    | BAR-Honda        | 53     | + 1:22.469          | 15   | 1      |
| 7      | 17 | Kimi Räikkönen        | Sauber-Petronas  | 53     | + 1:23.107          | 9    |        |
| 8      | 12 | Jean Alesi            | Jordan-Honda     | 52     | + 1 volta           | 16   |        |
| 9      | 9  | Olivier Panis         | BAR-Honda        | 52     | + 1 volta           | 17   |        |
| 10     | 7  | Giancarlo Fisichella  | Benetton-Renault | 52     | + 1 volta           | 14   |        |
| 11     | 16 | Nick Heidfeld         | Sauber-Petronas  | 52     | + 1 volta           | 8    |        |
| 12     | 23 | Tomáš Enge            | Prost-Acer       | 52     | + 1 volta           | 20   |        |
| 13     | 21 | Fernando Alonso       | Minardi-European | 51     | + 2 voltas          | 21   |        |
| Ret    | 15 | Enrique Bernoldi      | Arrows-Asiatech  | 46     | Problema na cambota | 18   |        |
| Ret    | 20 | Alex Yoong            | Minardi-European | 44     | Spun-off            | 22   |        |
| Ret    | 22 | Heinz-Harald Frentzen | Prost-Acer       | 28     | Câmbio              | 12   |        |
| Ret    | 14 | Jos Verstappen        | Arrows-Asiatech  | 25     | Pressão do óleo     | 19   |        |
| Ret    | 3  | Mika Häkkinen         | McLaren-Mercedes | 19     | Câmbio              | 7    |        |
| Ret    | 18 | Eddie Irvine          | Jaguar-Cosworth  | 14     | Motor               | 13   |        |
| Ret    | 4  | David Coulthard       | McLaren-Mercedes | 6      | Motor               | 6    |        |
| Ret    | 8  | Jenson Button         | Benetton-Renault | 4      | Motor               | 11   |        |
| Ret    | 11 | Jarno Trulli          | Jordan-Honda     | 0      | Acidente            | 5    |        |
| Fonte: |    |                       |                  |        |                     |      |        |

## Tabela do campeonato após a corrida
| Pos.   | Piloto             | Pontos |
| ------ | ------------------ | ------ |
| 1      | Michael Schumacher | 107    |
| 2      | David Coulthard    | 57     |
| 3      | Rubens Barrichello | 54     |
| 4      | Ralf Schumacher    | 48     |
| 5      | Juan Pablo Montoya | 25     |
| Fonte: |                    |        |

| Pos.   | Equipe           | Pontos |
| ------ | ---------------- | ------ |
| 1      | Ferrari          | 161    |
| 2      | McLaren-Mercedes | 81     |
| 3      | Williams-BMW     | 73     |
| 4      | Sauber-Petronas  | 20     |
| 5      | BAR-Honda        | 17     |
| Fonte: |                  |        |

- Nota: Somente as primeiras cinco posições estão listadas e os campeões da temporada surgem grafados em negrito.